# Totaladoh
Totaladoh é uma vila no distrito de Nagpur, no estado indiano de Maharashtra.

## Demografia
Segundo o censo de 2001, Totaladoh tinha uma população de 2336 habitantes. Os indivíduos do sexo masculino constituem 51% da população e os do sexo feminino 49%. Totaladoh tem uma taxa de literacia de 65%, superior à média nacional de 59.5%: a literacia no sexo masculino é de 74% e no sexo feminino é de 56%. Em Totaladoh, 12% da população está abaixo dos 6 anos de idade.